# Odeceixe
Odeceixe is een plaats (freguesia) in de Portugese gemeente Aljezur en telt 927 inwoners (2001).